# Вергуљаса (Олт)
Вергуљаса (рум. Verguleasa) насеље је у Румунији у округу Олт у општини Вергуљаса. Oпштина се налази на надморској висини од 142 m.

## Становништво
Према подацима из 2002. године у насељу је живело 3488 становника, од којих су сви румунске националности.

### Хронологија
| Година       | 1992 | 1993 | 1994 | 1995 | 1996 | 1997 | 1998 | 1999 | 2000 | 2001 | 2002 | 2003 | 2004 | 2005 | 2006 | 2007 | 2008 | 2009 | 2010 | 2011 | 2012 | 2013 | 2014 | 2015 | 2016 | 2017 |
| ------------ | ---- | ---- | ---- | ---- | ---- | ---- | ---- | ---- | ---- | ---- | ---- | ---- | ---- | ---- | ---- | ---- | ---- | ---- | ---- | ---- | ---- | ---- | ---- | ---- | ---- | ---- |
| Становништво | 3546 | 3503 | 3484 | 3437 | 3378 | 3342 | 3309 | 3304 | 3288 | 3238 | 3213 | 3207 | 3188 | 3168 | 3142 | 3084 | 3062 | 3020 | 2990 | 2934 | 2899 | 2855 | 2811 | 2781 | 2765 | 2724 |